# Mysideis parva
Mysideis parva är en kräftdjursart som beskrevs av John Todd Zimmer 1915. Mysideis parva ingår i släktet Mysideis och familjen Mysidae. Inga underarter finns listade i Catalogue of Life.